# Kahurivier
De Kahurivier (Zweeds – Fins: Kahujoki) is een rivier annex beek, die stroomt in de Zweedse  gemeente Pajala. De rivier ontstaat in het gebied ten noorden van Juhonpieti en Erkheikki aan de overzijde van de rivier Torne. Het verzorgt de afwatering van het moerasmeer Kahumeer en omgeving. De oevers van het riviertje zijn door dat moeras niet altijd even duidelijk. Aan de overzijde van Juhonpieti stroomt zij de Torne in. Ze is circa vier kilometer lang.
Afwatering: Kahurivier → Torne → Botnische Golf